# Kenji Kitawaki
Kenji Kitawaki (北脇 健慈 Kitawaki Kenji?), född 15 september 1991 i Tokyo prefektur, är en japansk fotbollsspelare.
Kitawaki började sin karriär 2014 i Tokyo Verdy. Efter Tokyo Verdy spelade han för FC Suzuka Rampole, YSCC Yokohama och Blaublitz Akita.